# Kila distrikt, Värmland
Kila distrikt är ett distrikt i Säffle kommun och Värmlands län. Distriktet ligger omkring Kila kyrka i södra Värmland. 

## Tidigare administrativ tillhörighet
Distriktet inrättades 2016 och utgörs av Kila socken i Säffle kommun.
Området motsvarar den omfattning Kila församling hade vid årsskiftet 1999/2000.

## Tätorter och småorter
I Kila distrikt finns inga tätorter eller småorter.